# Crash Bandicoot (серия игр)
Crash Bandicoot — серия видеоигр в жанре платформер, созданная Энди Гэвином и Джейсоном Рубином и разработанная Naughty Dog по заказу Universal Interactive Studios для PlayStation в 1996 году, под издательством Sony Computer Entertainment. В настоящий момент все права на серию принадлежат Activision, а разработчиками выступают Beenox и Toys For Bob.
Главным героем серии является неудачный эксперимент, мутировавший сумчатый грызун — Крэш Бандикут. Антагонистов в серии было несколько (см Список персонажей Crash Bandicoot), но классическим злодеем является доктор-учёный Нео Кортекс, создатель бандикута, который мечтает поработить мир. Основное действие игры разворачивается на вымышленном архипелаге неподалёку от юга Австралии. Острова именуются Wumpa Islands.
Основной жанр серии — платформер. Спин-оффы игры серии были выполнены в жанрах автосимулятора, beat ’em up, экшена и пати-гейм.
Игры серии выходили на разных игровых платформах, начиная от основных стационарных (Playstation, PS2, PS3, PS4, PS5, Xbox, Xbox 360, Xbox One, Xbox Series X/S, GameCube, Wii), заканчивая портативными (Playstation Portable, Game Boy Advance, Nintendo Switch, Zeebo и N-Gage). Кроме того, игра выходила и в виде версии для ПК с операционной системой Windows, а также на мобильных устройствах на Java, IOS и др.

## История серии
Игры активно создавались и выходили в продажу в период с 1996 по 2008 год. С 2008 по 2016 год (исключая мобильные игры Crash Bandicoot Nitro Kart 3D и Crash Bandicoot Nitro Kart 2) новые видеоигры с Крэшем не выпускались. В 2016 году на игровой конференции E3 Sony Interactive Entertainment анонсировала переиздание первых трёх частей серии (Crash Bandicoot, Crash Bandicoot 2: Cortex Strikes Back, Crash Bandicoot 3: Warped) на PlayStation 4 под названием Crash Bandicoot N. Sane Trilogy, а компания Activision, являющаяся издателем, объявила точную дату выхода игры на платформе PlayStation 4 — 30 июня 2017 года.
На выходе игра получила положительные отзывы критиков, которые отметили её верность оригиналу. Выход версии для Windows, Xbox One и Nintendo Switch состоялся 29 июня 2018 года.
Ремастер первых трёх частей обрёл успех, в связи с чем следующий релиз не заставил себя долго ждать. 6 декабря 2018 года на ежегодной церемонии награждения The Game Awards 2018 был анонсирован ремастер Crash Team Racing, разрабатываемый канадской студией Beenox под издательством Activision, под названием Crash Team Racing Nitro-Fueled. Выход игры состоялся 21 июня 2019 года, были выпущены версии для игровых платформ Nintendo Switch, PlayStation 4 и Xbox One.

## Игры серии
| Название игры                          | Год  | Платформы                                                        | Издатель                    |
| -------------------------------------- | ---- | ---------------------------------------------------------------- | --------------------------- |
| Crash Bandicoot                        | 1996 | PlayStation                                                      | Sony Computer Entertainment |
| Crash Bandicoot 2: Cortex Strikes Back | 1997 | PlayStation                                                      | Sony Computer Entertainment |
| Crash Bandicoot 3: Warped              | 1998 | PlayStation                                                      | Sony Computer Entertainment |
| Crash Team Racing                      | 1999 | PlayStation                                                      | Sony Computer Entertainment |
| Crash Bash                             | 2000 | PlayStation                                                      | Sony Computer Entertainment |
| Crash Bandicoot: The Wrath of Cortex   | 2001 | PlayStation 2, Xbox, Nintendo GameCube                           | Vivendi Universal Games     |
| Crash Nitro Kart                       | 2003 | PlayStation 2, Xbox, GameCube, Game Boy Advance, N-Gage          | Vivendi Universal Games     |
| Crash Twinsanity                       | 2004 | PlayStation 2, Xbox                                              | Vivendi Universal Games     |
| Crash Tag Team Racing                  | 2005 | PlayStation 2, Xbox, GameCube, PSP                               | Sierra Entertainment        |
| Crash Boom Bang!                       | 2006 | Nintendo DS                                                      | Sierra Entertainment        |
| Crash of the Titans                    | 2007 | PlayStation 2, Xbox 360, Wii, PSP, Nintendo DS, Game Boy Advance | Sierra Entertainment        |
| Crash Bandicoot: Mind Over Mutant      | 2008 | PlayStation 2, Xbox 360, Wii, PSP, Nintendo DS,                  | Activision                  |
| Crash Bandicoot N. Sane Trilogy        | 2017 | PlayStation 4, Xbox One, Nintendo Switch, Windows                | Activision                  |
| Crash Team Racing Nitro-Fueled         | 2019 | PlayStation 4, Xbox One, Nintendo Switch                         | Activision                  |
| Crash Bandicoot 4: It's About Time     | 2020 | PlayStation 5, PlayStation 4, Xbox One, Windows, Nintendo Switch | Activision                  |

| Название игры                           | Год  | Платформы                                               | Издатель                |
| --------------------------------------- | ---- | ------------------------------------------------------- | ----------------------- |
| Crash Bandicoot: The Huge Adventure     | 2002 | Game Boy Advance                                        | Vivendi Universal Games |
| Crash Bandicoot 2: N-Tranced            | 2004 | Game Boy Advance                                        | Vivendi Universal Games |
| Crash Bandicoot Purple: Ripto's Rampage | 2004 | Game Boy Advance                                        | Vivendi Universal Games |
| Crash Team Rumble                       | 2023 | PlayStation 4, PlayStation 5, Xbox One, Xbox Series X/S | Activision Blizzard     |

| Название игры                 | Год  | Платформы    | Издатель   |
| ----------------------------- | ---- | ------------ | ---------- |
| Crash Bandicoot Nitro Kart 3D | 2008 | IOS, Zeebo   | Activision |
| Crash Bandicoot Nitro Kart 2  | 2010 | IOS          | Activision |
| Crash Bandicoot: On the Run!  | 2021 | IOS, Android | Activision |